# Sabine Schut-Kery
Sabine Schut-Kery geborene Schut (* 10. September 1968 in Krefeld) ist eine deutsch-US-amerikanische Dressurreiterin.

## Werdegang
Sabine Schut wuchs in einer Familie ohne pferdesportlichen Hintergrund auf und begann im Alter von 10 Jahren mit dem Reiten. 1985 machte sie ihren Realschulabschluss in Krefeld.
In ihrer Jugend ritt Schut am Reitstall Hubertus in Krefeld-Verberg. Dort befand sich in den 1980er Jahren die Geschäftsstelle des Vereins der Züchter und Freunde des Friesenpferdes Deutschland, der Ausbilder von Friesenpferden Günther Fröhlich hatte dort einen Stalltrakt gepachtet. Über Fröhlich fand Sabine Schut den Weg in Showreiterei mit Friesenpferden. Sie erwarb zudem das Silberne Fahrabzeichen. Unter der Ägide von Jan Bemelmans machte sie ihre Ausbildung zur Pferdewirtin (Bereiterin), wo sie ihre Fähigkeiten im Dressurreiten erweiterte. Anschließend arbeitete sie wieder mit Günther Fröhlich zusammen. In Deutschland sei Schut-Kery das Dressurreiten zu steif und ernst gewesen. Sie schätzte die Abwechslung bei der Arbeit mit Friesen und Andalusiern, diesen Tricks für Schaunummern beizubringen, sie vor der Kutsche zu fahren und auch reiterlich nach der Ausbildungsskala auszubilden. Sie war eines der ersten Mitglieder des Ensembles des Pferdemusicals „Der Zauberwald“. Weitere Trainer von Schut-Kery waren in dieser Zeit Stephanie Meyer-Biss und Jan Nivelle.
Als Ausbilderin war Schut-Kery darauf angewiesen, ihre Pferde weiterzuverkaufen. Im Jahr 1998 verkaufte sie ein Pferd, das für Schaunummern ausgebildet war, nach Texas. Zunächst nur in die Vereinigten Staaten gereist, um den neuen Pferdeeigentümern den Umgang zu erläutern, erhielt sie das Angebot, dort beruflich tätig zu werden. In den folgenden sieben Jahren stellte sie als Cheftrainerin der in Waxahachie gelegenen Proud Meadow Farms in Texas Friesenpferde auf Dressurturnieren vor.
Im Jahr 2005 zog sie mit ihrem Ehemann, dem in Ungarn geborenen Stuntman Krisztian Kery, nach Kalifornien. Hier war sie zunächst auf der El Campeon Farm in Thousand Oaks tätig, seit Sommer 2020 ist sie auf den Toyon Farms in Napa Valley mit ihren Pferden ansässig. Seit 2007 hat Sabine Schut-Kery die US-amerikanische Staatsbürgerschaft.
Ihren Weg in den internationalen Dressursport fand Schut-Kery mit dem Hannoveraner Hengst Sanceo. Sie hatte den Hengst zweieinhalbjährig in Deutschland für die heutigen Pferdeeigentümer entdeckt und hatte anschließend dessen Ausbildung übernommen. Der Hengst erwies sich als talentiertes Dressurpferd, 2012 traten Schut-Kery und Sanceo bei den Weltmeisterschaften der 6-jährigen Pferde in Verden an. Nach Erfolgen auf nationalen Turnieren in der Vereinigten Staaten begann das Paar auf Rat von Robert Dover mit internationalen Dressurprüfungen, zunächst auf Intermediaire-Niveau. Kaum ein Jahr später wurden sie für die Panamerikanischen Spiele 2015 nominiert. Diese wurden in einem besonderen Modus ausgetragen, wobei die Reiter auf Intermediaire- oder auf Grand Prix-Niveau starten können. Sabine Schut-Kery erreichte in den Qualifikationsprüfungen, auf Intermediaire-Niveau reitend, den siebten und sechsten Platz. Da drei andere US-amerikanische Reiter besser platziert waren als sie, verpasste sie den Einzug in das in Kürprüfungen durchgeführte Einzelfinale. Als Teil der US-amerikanischen Equipe gewann Schut-Kery Mannschaftsgold.
Seit 2018 startet Sabine Schut-Kery mit Sanceo in internationalen Prüfungen auf Grand Prix-Niveau. Gleich zu Beginn des Jahres war sie beim Global Dressage Festival in Wellington (Florida) Teil der US-amerikanischen Nationenpreisequipe, die hier im Nationenpreis siegreich war. Nach konstanten Ergebnissen zwischen 74 und 77 Prozent im Grand Prix und Grand Prix Spécial in den Jahren 2020 und 2021 wurden Schut-Kery und Sanceo für die Olympischen Spiele in Tokio nominiert. Hier waren sie mit individuellen Bestergebnissen im Grand Prix (mit 78,416 Prozent) und Grand Prix Spécial (mit 81,596 Prozent) maßgeblich am Gewinn der Mannschafts-Silbermedaille beteiligt. Im Einzelfinale, der Grand Prix Kür, kamen Schut-Kery und Sanceo – erneut mit neuer Bestleistung – auf den fünften Rang.

## Erfolge
- Olympische Spiele:
  - 2020/2021, Tokio: mit Sanceo Silbermedaille mit der Mannschaft und 5. Platz im Einzel

- Panamerikanische Spiele:
  - 2015, Toronto: mit Sanceo Goldmedaille mit der Mannschaft[10]